# Pierre-François Bellot
Pierre-François Bellot (Genève, 4 januari 1776 - aldaar, 17 maart 1836) was een Zwitsers hoogleraar, advocaat, hypotheekbewaarder en politicus uit het kanton Genève.

## Biografie
Pierre-François Bellot was een zoon van Abraham Bellot, een horlogemaker, en van Gabrielle Faizan. Na zijn rechtenstudies in Genève werd hij advocaat, in welke hoedanigheid hij vanaf 1822 stafhouder was. In 1814 werd hij hypotheekbewaarder.

### Jurist
Van 1819 tot zijn overlijden in 1836 was Bellot professor burgerlijk recht, burgerlijk procesrecht en handelsrecht aan de Universiteit van Genève. Van 1820 tot 1822 was hij samen met Étienne Dumont en Pellegrino Rossi redacteur van de Annales de législation et de jurisprudence. Hij genoot internationale bekendheid vanwege zijn publicaties over de publiciteit van zakelijke rechten.

### Politicus
Tussen 1798 en 1813 oefende Bellot lagere overheidsfuncties uit. Vervolgens was hij lid van de Grote Raad van Genève van 1814 tot 1824, van 1825 tot 1834 en van 1835 tot 1836. Onder zijn impuls werd een eengemaakt ressort ingevoerd in de kantonnale rechtsorde en de hypothecaire publiciteit. Op wetgevend vlak zetelde hij in diverse commissies, zoals deze tot herziening van de burgerlijke wetten (vanaf 1814), deze ter herziening van de kantonnale grondwet (1814-1835) en deze tot hervorming van de gerechtelijke reorganisatie, die aanleiding gaf tot de wetten van 1814, 1815 en 1816 en de kantonnale wet op de advocatuur van 1836. In 1820 verving een wet van zijn hand de Franse Code Napoléon in het kanton Genève.

## Werken
- (fr)  Loi sur la procédure civile du Canton de Genève, avec l'exposé des motifs.